# دو جیک
دو جیک (انگلیسی: The Two Jakes) یک فیلم در ژانر نئو-نوآر، جنایی، درام، و معمایی به کارگردانی جک نیکلسون است که در سال ۱۹۹۰ منتشر شد.

## بازیگران
- هاروی کایتل
- مگ تیلی
- مادلین استو
- جک نیکلسون
- ایلای والاک
- روبن بلیدز
- فردریک فورست
- دیوید کیت
- جیمز هنگ
- جو مانتل
- پری لوپز
- ریچارد فارنزورث
- تریسی والتر
- ون دایک پارکس
- تام ویتس
- فی داناوی
- لوانا آندرس
- لی ویور